# Cladogenesi
La cladogenesi è un evento evolutivo frazionante in cui ogni ramo, compresi quelli più piccoli, forma un "clade", un meccanismo evolutivo e un processo di evoluzione adattiva che conduce allo sviluppo di una più grande varietà di organismi gemelli (sister). Questo evento di solito succede quando alcuni organismi finiscono in nuove, spesso distanti aree o quando i mutamenti ambientali causano molte estinzioni, aprendo nicchie ecologiche per i sopravvissuti. Un grande esempio di cladogenesi oggi sono le isole dell'arcipelago hawaiiano, dove gli organismi vaganti hanno viaggiato attraverso l'oceano tramite le sue correnti e i venti. La maggior parte delle specie delle isole non si trovano in nessun'altra parte della Terra a causa della divergenza evolutiva.
La cladogenesi è spesso messa a confronto con l'anagenesi, dove i mutamenti graduali nelle specie hanno condotto ad eventuali "sostituzioni" con una nuova forma (vale a dire, non c'è nessuno "suddivisione" dell'albero filogenetico).